# 表尾根

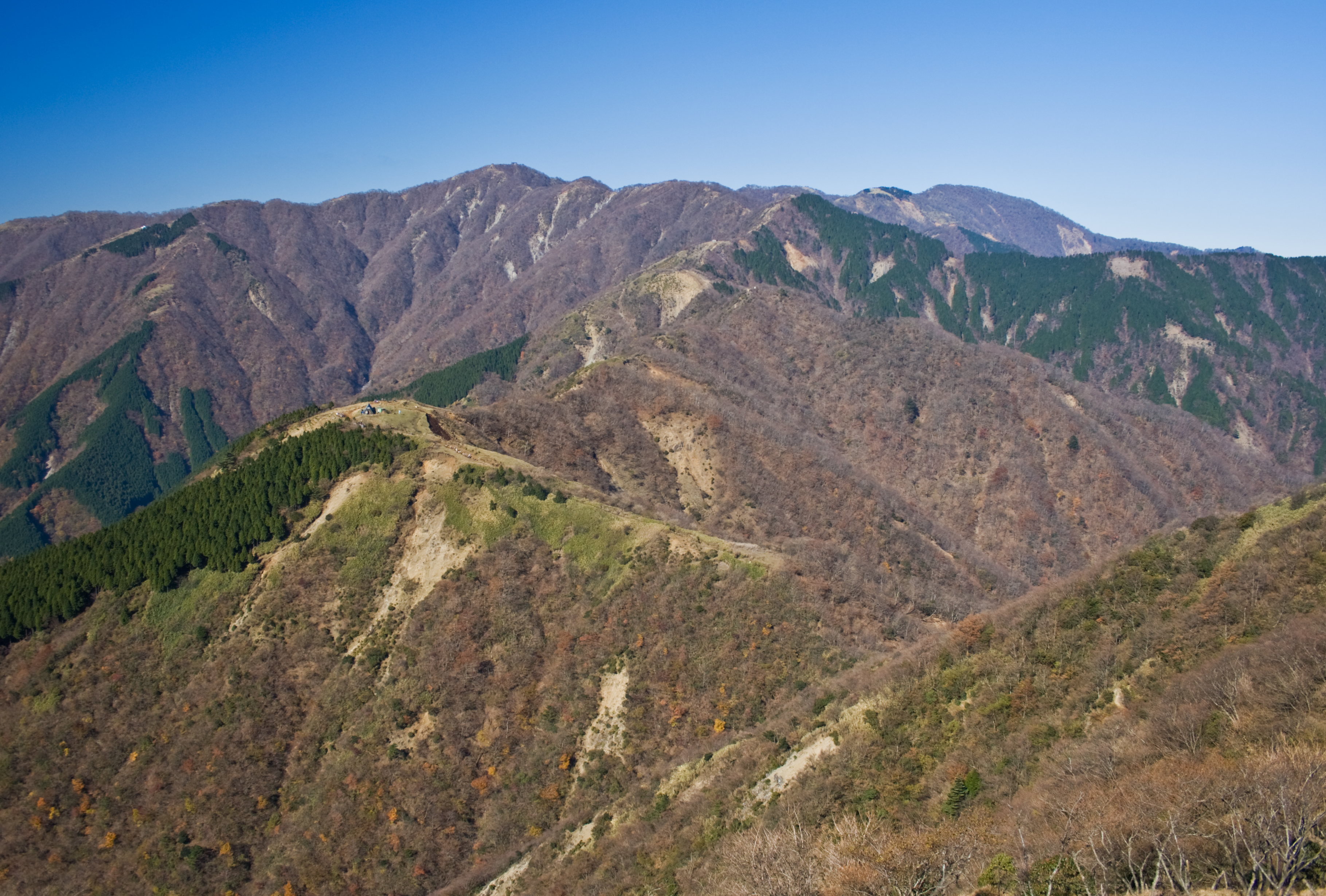
三ノ塔より見た表尾根（2007年11月撮影）

表尾根（おもておね）とは、丹沢山地南部の塔ノ岳 (1,491m) から南東に伸びる尾根であり、南に伸びる大倉尾根と共に古くから歩かれてきた登山道である。大倉尾根と比べて行程が長く、鎖場やガレ場など所々危険な箇所があるが、展望が良いコースであるため人気が高い。

## 登山道
小田急小田原線秦野駅からバスでヤビツ峠 (761m) まで行き、そこから登るのが一般的である。ヤビツ峠からすぐに表尾根の登山道が始まると誤解する人がいるが、厳密には登山道の入り口は、ヤビツ峠から県道70号線を宮ヶ瀬方面へ25分歩いた所のかつて富士見山荘（2012年7月3日に火災により焼失、護摩屋敷の水の近く）があった場所であり、そこまでは車道。
登山口から1時間ほど登ると二ノ塔(1,144m) に着く。二ノ塔の山頂部は笹が生い茂っており、展望は乏しい。ニノ塔から北へ少し下り、登り返すと三ノ塔(1,205m) に着く。三ノ塔山頂からの展望は素晴らしく、大山や塔ノ岳、天気の良い日には相模湾や富士山まで望むことができる。また、ヤビツ峠から1時間40分と短時間で登頂できる山であるため人気があり、塔ノ岳まで行かずにここで引き返す登山者もいる。
三ノ塔から西へ30分ほど下ると烏尾山(1,136m) に着く。三ノ塔からの下りは急であるため、通行には注意が必要である。烏尾山から北へアップダウンを繰り返すと、表尾根一番の難所と言われる行者岳の鎖場に差し掛かる。行者岳を越えると危険な場所は少なくなり、新大日(1,340m) 、木ノ又大日(1,396m) を過ぎ、急な登りを登ると塔ノ岳に着く。

### コースタイム
ヤビツ峠 - (25分) - 護摩屋敷の水 - (60分) - 二ノ塔 - (15分) - 三ノ塔 - (30分) - 烏尾山 - (25分) - 行者岳 - (50分) - 新大日 - (15分) - 木ノ又大日 - (25分) - 塔ノ岳
合計：登り4時間5分

## 表尾根の山々
| 画像 | 山名       | 標高    | 座標                                                                      | 備考 | Commons                |
| ---- | ---------- | ------- | ------------------------------------------------------------------------- | ---- | ---------------------- |
|      | 二ノ塔     | 1,144 m | 北緯35度26分03.0秒 東経139度11分44.0秒 / 北緯35.434167度 東経139.195556度 |      | Mount Ninotō           |
|      | 三ノ塔     | 1,205 m | 北緯35度26分11.0秒 東経139度11分29.0秒 / 北緯35.436389度 東経139.191389度 |      | Mount Sannotō          |
|      | 烏尾山     | 1,136 m | 北緯35度26分23.0秒 東経139度11分06.0秒 / 北緯35.439722度 東経139.185000度 |      | Mount Karasuo          |
|      | 行者岳     | 1,180 m | 北緯35度26分37.0秒 東経139度10分57.0秒 / 北緯35.443611度 東経139.182500度 |      | Mount Gyojagatake      |
|      | 新大日     | 1,340 m | 北緯35度27分05.0秒 東経139度10分36.0秒 / 北緯35.451389度 東経139.176667度 |      | Mount Shindainichi     |
|      | 木ノ又大日 | 1,396 m | 北緯35度27分10.0秒 東経139度10分17.0秒 / 北緯35.452778度 東経139.171389度 |      | Mount Kinomatadainichi |
|      | 塔ノ岳     | 1,491 m | 北緯35度27分14秒 東経139度09分47.0秒 / 北緯35.45389度 東経139.163056度    |      | Mount Tōnodake         |

## 表尾根の山小屋
| 山小屋名     | 位置 (標高)               | 有人・無人 （営業日） | トイレ       | 備考                         | 画像 |
| ------------ | ------------------------- | --------------------- | ------------ | ---------------------------- | ---- |
| 富士見山荘   | 表尾根登山口 (約700m)     | 有人（休日）          | あり         | 2012年7月3日に火災により焼失 |      |
| 三ノ塔休憩所 | 三ノ塔山頂 (1,205m)       | 無人                  | なし         |                              |      |
| 烏尾山荘     | 烏尾山山頂 (1,136m)       | 有人 （休前日・休日） | あり（50円） |                              |      |
| 書策小屋     | 新大日直下 (約1,250m)     | 無人                  | なし         | 解体・撤去済み               |      |
| 新大日茶屋   | 新大日山頂 (約1,340m)     | 無人                  | あり         | 解体・撤去済み               |      |
| 木ノ又小屋   | 木ノ又大日付近 (約1,380m) | 有人（休日）          | あり（50円） |                              |      |
| 尊仏山荘     | 塔ノ岳山頂 (1,491m)       | 有人（通年）          | あり（50円） |                              |      |

## 参照
1. 1 2 3  山と高原地図 28.丹沢 2013 昭文社
2. ↑  表丹沢登山活性化協議会ツイッター公式アカウント 2023年1月28日